# فریدیس اریکسدوتیر

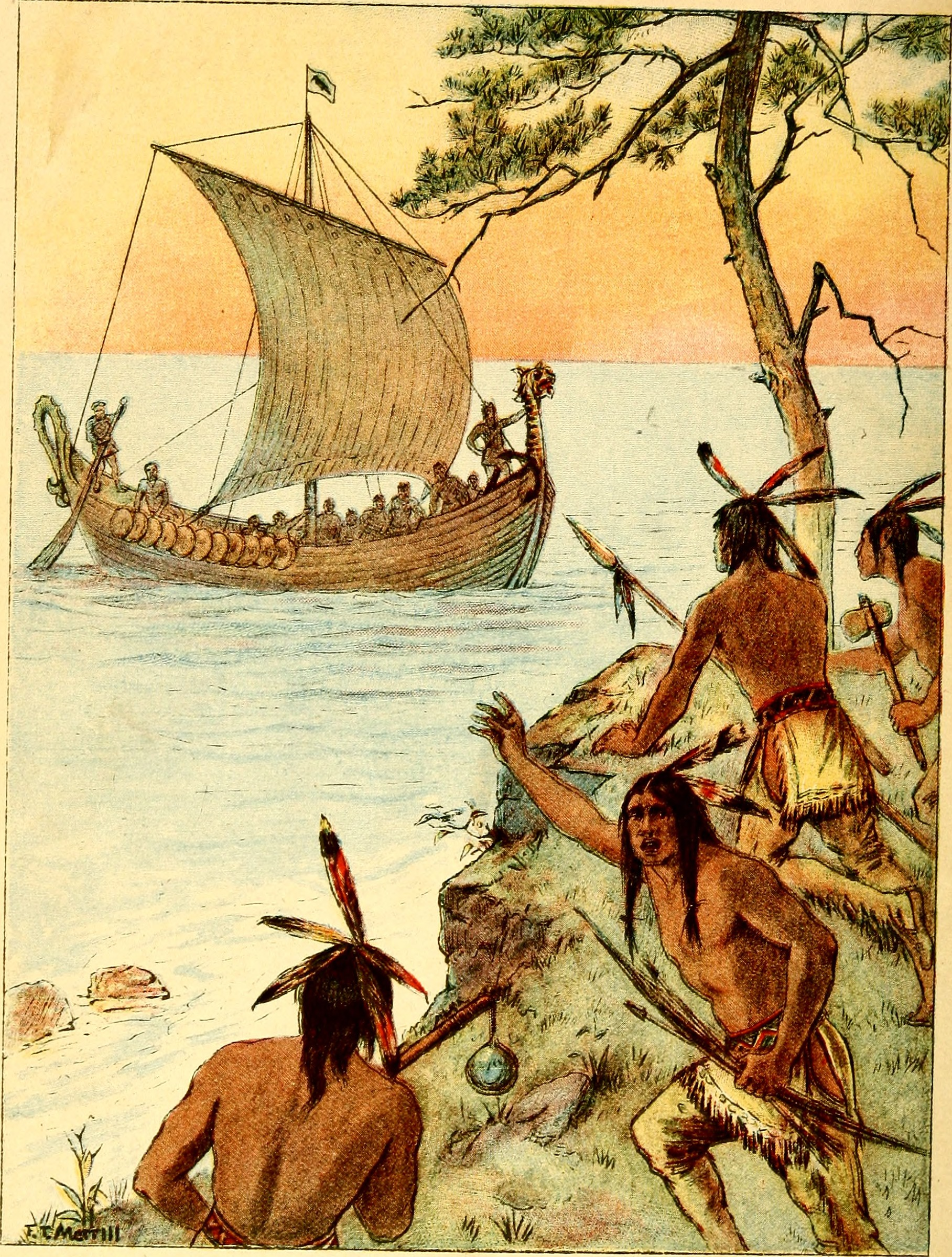
نقاشی سرخپوستان بومی امریکا

فِرِیدیس اریکسدوتیر (به ایسلندی: Freydís Eiríksdóttir) (زادهٔ حدوداً ۹۷۰)، زنی ایسلندی بود که گفته می‌شود دختر اریک سرخ (همانطور که در پدرنامی او اشاره دارد) بوده و در اکتشافات نورس آمریکای شمالی به عنوان نخستین مستعمره وینلند نقش برجسته‌ای داشت، در حالی که برادرش لیف اریکسون، در تاریخچه‌های اولیه منطقه با نخستین برخورد اروپایی‌ها مرتبط بود. منابع اولیه و قرون وسطی که در آن‌ها به نام فریدیس اشاره دارد دو سرگذشت‌نامه وینلند شامل: حماسه گرینلندر و سرگذشت‌نامهٔ اریک سرخ می‌باشند. این دو حماسه از روایت‌های متفاوتی برخوردار هستند، اما فریدیس در هر دو به شکل زنی قوی به تصویر کشیده شده‌است.
حماسه گرینلندر نسخهٔ خامی از روایت‌هایی است که برای نورس‌ها در وینلند رخ داده‌است. تجربیات فریدیس در وینلند در فصل ۸ این سرگذشت‌نامه نقل می‌شود و او را خواهر تنی لیف اریکسون توصیف می‌کند. این شناخته‌شده‌ترین روایتی است که از فریدیس به جا مانده‌است.